# Людвіг I (великий герцог Баденський)
Людвіг I (нім. Ludwig I. von Baden; 9 лютого 1763 — 30 березня 1830) — 3-й великий герцог Баденський в 1818—1830 роках.

## Життєпис
Походив з династії Церінгенів. Третій син Карла Фрідріха, великого герцога Баденського, і Кароліни Луїзи Гессен-Дармштадтської. Народився 1763 року в Карлсруе.
1787 року звернувся з проханням до Фрідріха Вільгельма II, короля Пруссії, про прийняття на його службу. У 1789 вступив на службу до прусської армії в чині полковника і був призначений командиром батальйону Родіха в складі Потсдамського гарнізону. У 1792 році брав участь у військових діях проти республіканської Франції. У 1793 році отримав орден Чорного орла, звання генерал-майора і посаду шефа піхотного полку Юнг-Барнштедтішена в Магдебурзі. У 1795 залишив службу і повернувся до Баден-Дурлаху, де отримав призначення командиром піхотного полку, де впроваджував прусські порядки.
1801 року після смерті старшого брата Карла Людвіга став долучатися до державних справ. 1802 року очолив посольство до Російської імперії, а потім до імператора Франції Наполеона I. 1803 року очолив військовий департамент. 1804 року представляв Баден на Майнцькому конгресі, що організувала Франція. Того ж року очолив фінансовий і лісовий департаменти, але 1806 року під тиском Бонапарта залишив усі посади. 1810 року заслано до замку Залем. Повернувся до Карлсруе лише 1812 року.
У 1818 році Людвіг після смерті свого небожа Карла I, великого герцога Баденського, успадкував трон. Він зайнявся регулюванням баденських фінансів, упорядкував церковні відносини, але особливу увагу надавав армії. Був противником народного представництва і прихильником консервативних перетворень в дусі Меттерніха.
У його правління цілість баденських володінь, за актом 10 липня 1819 року, було поставлено під захист Російської й Австрійської імперій, Великої Британії та Пруссії, і визнано право престолонаслідування його зведених братів від морганатичного шлюбу його батька. Втім це не завадило Баварському королівству відновити 1827 року свої домагання на винагороду за відступлену Баденом Франції частину графства Шпонгайм.
1820 року підтримав існування Фрайбурзького університету. Сприяв налагодженню відносин з Папським престолом. Водночас намагався поєднати усі лютеранські громади, що раніше належали до різних держав. 1822 року було утворено Баденську земельну церкву (сьогодні Євангелістська земельна церква). 1825 року заснував політехнікум в Карлсруе.
Помер Людвіг I 1830 року від інсульту. Трон успадковував зведений брат Леопольд.

## Родина
Від декількох коханок мав 2 синів і 2 доньок.